# Abram P. Williams

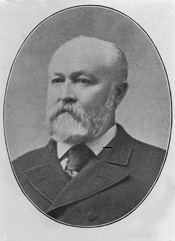
Abram P. Williams

Abram Pease Williams (* 3. Februar 1832 in New Portland, Somerset County, Maine; † 17. Oktober 1911 in San Francisco) war ein US-amerikanischer Politiker (Republikanische Partei), der den Bundesstaat Kalifornien im US-Senat vertrat.
Der ursprünglich aus Neuengland stammende Abram Williams besuchte die öffentlichen Schulen in Maine sowie zwischen 1846 und 1848 die North Anson Academy. Später wurde er in North Anson selbst Lehrer, ehe er 1853 nach Fairfield umzog, wo er kaufmännisch tätig war. 1858 siedelte er nach Kalifornien über. Dort galt sein Interesse zunächst dem Bergbau im Tuolumne County, ehe er wieder ins Handelsgewerbe zurückkehrte.
1861 ließ sich Williams schließlich in San Francisco nieder. Er betätigte sich im Importhandel, als Viehzüchter und als Farmer. Nach der Gründung der Händlervereinigung (Board of Trade) von San Francisco, die er maßgeblich betrieben hatte, wurde er deren erster Präsident. Er gehörte auch der Handelskammer der Stadt an.
Als der US-Senator John Franklin Miller im März 1886 starb, wurde Abram Williams zu dessen Nachfolger im Kongress gewählt. Dort nahm er seinen Platz ab dem 4. August desselben Jahres ein, ehe er am 3. März 1887 wieder aus der Kammer ausschied; er hatte sich nicht um die Wiederwahl beworben.
Nach der Rückkehr an die Westküste ging Williams wieder seinen Geschäften in San Francisco nach, wo er 1911 starb.